# Gaguda
Gaguda (nep. गगुडा) – gaun wikas samiti w zachodniej części Nepalu w strefie Seti w dystrykcie Doti. Według nepalskiego spisu powszechnego z 2001 roku liczył on 572 gospodarstw domowych i 3329 mieszkańców (1661 kobiet i 1668 mężczyzn).